# آروماتیک‌شدن
آروماتیک‌شدن(به انگلیسی: Aromatization) یک واکنش شیمیایی است که در آن یک سیستم آروماتیک از یک پیش ماده غیرآروماتیک تشکیل می‌شود. به طور معمول آروماتیک‌شدن با هیدروژن‌زدایی از ترکیبات حلقوی موجود حاصل می‌شود مانند تبدیل سیکلوهگزان به بنزن. آروماتیک‌شدن همچنین شامل تشکیل سیستم‌های هتروسیکلیک نیز می‌شود.

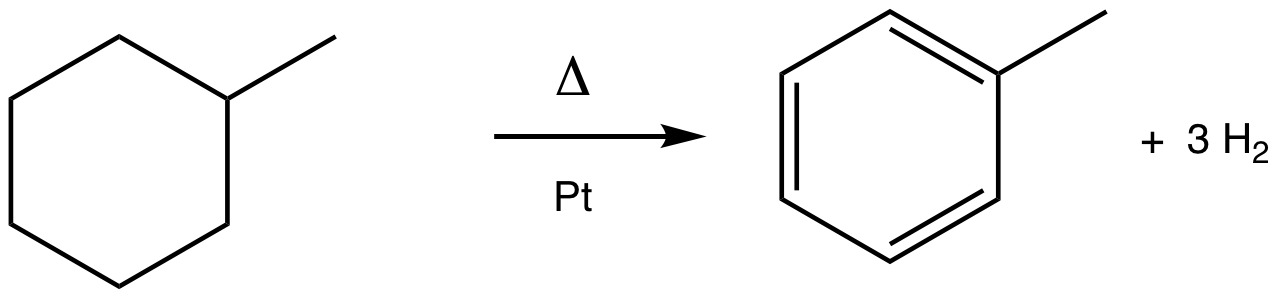
تبدیل متیل‌سیکلوهگزان به تولوئن یک واکنش آروماتیک‌شدن کلاسیک است. این فرایند کاتالیز شده با پلاتین (Pt) در مقیاس بالا برای تولید بنزین از نفت استفاده می‌شود.